# Slaxx
Slaxx és una pel·lícula de comèdia de terror canadenca del 2020 dirigida per Elza Kephart. La pel·lícula és protagonitzada per Romane Denis com a caixera d'una botiga de roba de marca que, amb els seus companys de feina, està terroritzada per un parell de texans endimoniats. Slaxx es va estrenar digitalment com a part del FanTasia l'agost de 2020.

## Argument
La jove idealista Libby McClean arriba a la botiga de roba de moda Canadian Cotton Clothiers per al seu primer dia de feina. A més de l'encarregat de la botiga Craig, Libby coneix empleats egocèntrics i descontents com Shruti, Hunter, Jemma i Lord. El fundador de l'empresa, Harold Landsgrove, té previst de visitar la botiga per a fer-hi una xerrada motivadora de cara al llançament de Super Shapers, uns texans de disseny capaços d'adaptar-se a qualsevol cos.